# Maurice Seynaeve
Maurice Seynaeve (Heule, 31 januari 1907 - Florencio Varela (Buenos Aires), 28 november 1998) was een Belgisch wielrenner. Hij was professioneel actief van 1930 tot 1940 en blonk vooral uit in het veldrijden.

## Palmares
- x 5 kampioen van België bij de elite veldrijden in 1933, 1934, 1935, 1936 en 1937
- in het kampioenschap van België bij de elite veldrijden in 1930
- 1e in Terkamerenbos in een wedstrijd achter derny's in 1935
- 1e in het Internationaal Veldritcriterium in 1936
- 1e in Sint-Amandsberg, wegwedstrijd in 1936
- 1e in Waasmunster, wegwedstrijd in 1938